# Pseudocaranx wrighti
 Pseudocaranx wrighti és una espècie de peix de la família dels caràngids i de l'ordre dels perciformes.

## Morfologia
Els mascles poden assolir els 70 cm de longitud total.

## Distribució geogràfica
Es troba al sud d'Austràlia (des d'Austràlia Occidental fins a Nova Gal·les del Sud).